# Vallda kyrka
Vallda kyrka är en kyrkobyggnad som tillhör Vallda församling i Göteborgs stift. Den ligger i kyrkbyn Vallda i  Kungsbacka kommun. 

## Historia
Platsen för Vallda kyrka har sannolikt använts som offerlund i förkristen tid. Dessutom fanns här troligen ett träkapell som föregick stenkyrkan.  

## Kyrkobyggnaden
Byggnadens äldsta delar är från medeltiden och kyrkplatsen ligger på Torsås. Vid restaureringarbeten 1929 träffade man på grundmurarna dels till en triumfbåge och dels till korpartiet, som var rakt avslutat i öster. Det visar att kyrkan sannolikt är byggd på 1200-talet. 
Kyrkan är byggd av vitputsad gråsten och har rött tegeltak. Medeltidskyrkan förändrades vid tillbyggnaden 1662, då den gamla triumfbågen togs bort och sidoväggarna förlängdes omkring tio meter i östlig riktning och långhuset fick en halvcirkelformig avslutning. Det var den dåvarande ägaren till Vallda säteri, Markus Larsson, som bekostade den omfattande tillbyggnaden. Han och hans hustrus initialer "MLS" och "KJD" finns tillsammans med årtalet 1662 på korets yttervägg. Kyrkan fick samtidigt sitt nuvarande invändiga utseende. Medan långhuset har tjocka murar av gråsten, så är det halvrunda koret byggt i tegel. 
Tornet i sten byggdes först 1765-1770 och är kraftigt utformat med en obeliskformad, smal spira. Den femåriga byggnadstiden berodde på att sockenborna tidvis vägrade att göra dagsverken på bygget. Tornet föregicks av en klockstapel på Klockhögen öster om kyrkan. 
En större renovering genomfördes 1837. Man anskaffade ny altartavla, predikstol och bänkinredning samt förkortade läktaren. Under resten av 1800-talet utfördes endast mindre reparationer, men 1901 renoverades interiören med inläggning av trägolv och panellering av väggar. Vid restaureringen 1929 byggdes en helt ny sakristia i nordost, uppvärmningen förbättrades liksom bänkinredningen och 1901 års innertak togs bort. Istället tillkom ett tunnvälvt innertak och hela interiören målades om. Man drog även in elektrisk ström och satte in fönsterrutor av antikglas.  Kyrkan återinvigdes den 12 december 1929 av biskopen.

## Inventarier

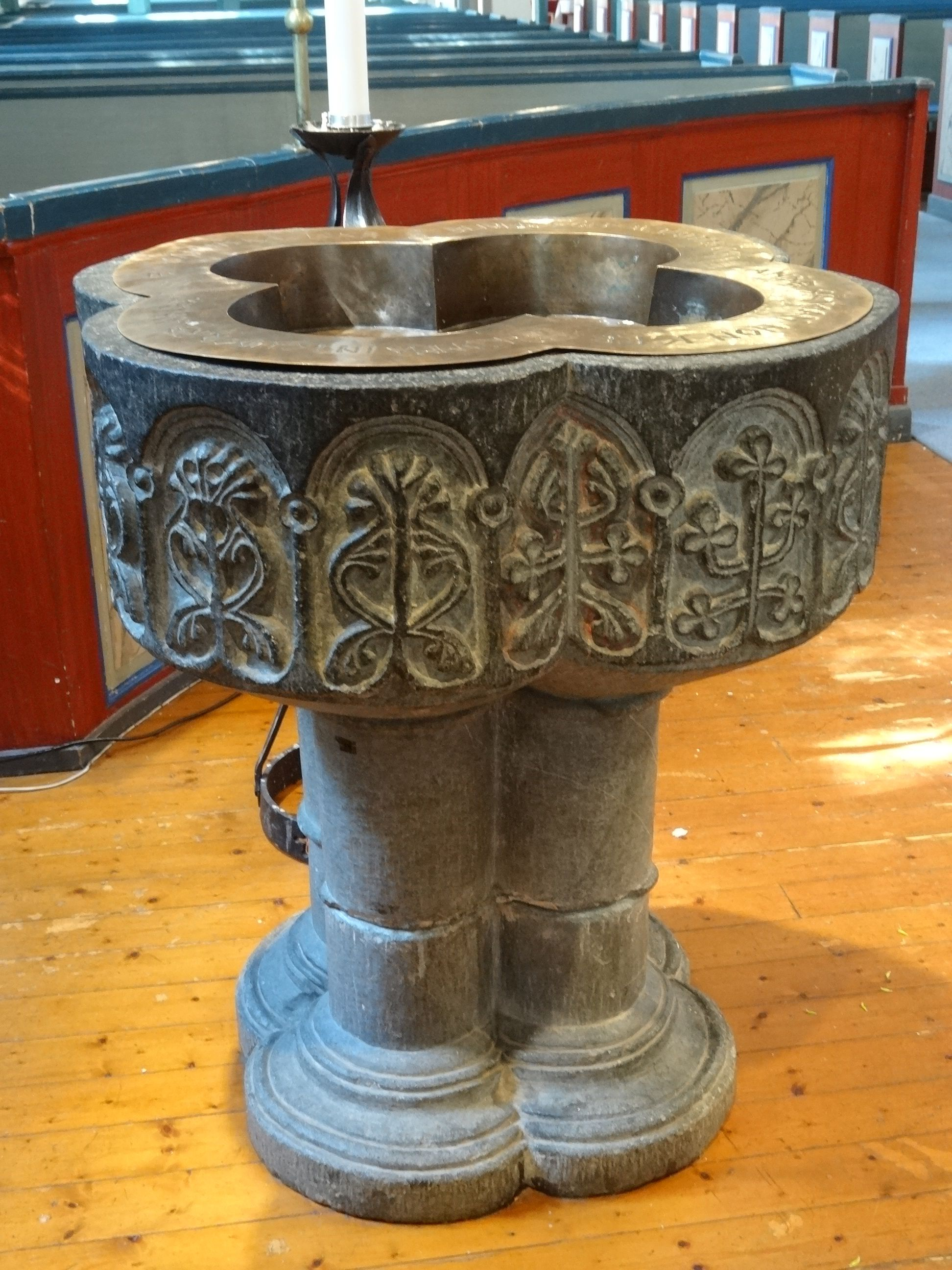
Dopfunten.

- En dopfunt i täljsten tillverkad under senare hälften av 1200-talet. Funten är i två delar och 92 cm hög. Cuppan liksom foten är fyrpassad (fyrklöverformad). Cuppan har en arkadindelning med sexton bågar och växtornamentik, typisk för den så kallade Starkärrskolan. Funten är en av de vackraste i den gruppen. Den saknar uttömningshål och är synnerligen väl bevarad.[1] Den ovanliga fyrklöverformen och blomsterornamenten har fått bilda mönster i den matta, som sedan 1978 pryder korgolvet.
- Altaruppsatsen har målade motiv med Jesus och lärjungarna.
- Predikstolen från 1837 är placerad vid långhusets norra sida och har rundad form.
- En flygande basunängel.
- Ett votivskepp.

### Klockor
- Storklockan tros vara från 1500-talet och saknar inskription.
- Lillklockan har inskriptionen: Komne äre wi uth af Jakobs hus. Låt os wandra i Herrans ljus. Den har även en bild av frälsaren, en figur lik en hummer och en mansbild med hängande hår samt en fisk. Längs den nedersta kransen står: Hafwer S. Jöran Pytens efter latna enka låtit gjuta i Stockholm. Ambjörn Andersson me fecit [har gjutit mig] anno 1662.

### Orgel
- 1757 reparerades ett gammalt positiv.[2]
- 1800 byggde Pehr Schiörlin, Linköping en orgel med 10 stämmor.
- 1913 byggde Eskil Lundén, Göteborg en orgel med 10 stämmor.
- Den nuvarande orgeln har en fasaden med ljudade pipor som härstammar från 1800 års orgel. Verket är tillverkat 1967 av Hammarbergs Orgelbyggeri AB, Göteborg. På 1990-talet restaurerade Herwin Troje orgeln och då tillkom Nasat 2 2/3' och Fagott 16. Pipverket är heterogent och innehåller även material från Schiörlins och andra tidigare orglar. Instrumentet är mekaniskt med tretton stämmor fördelade på två manualer och pedal.[3] Orgeln är mekanisk.

| Huvudverk I   | Svällverk II      | Pedal        | Koppel |
| Gedakt 8´     | Rörflöjt 8´       | Subbas 16´   | I/P    |
| Principal 4'  | Koppelflöjt 4'    | Principal 8´ | II/P   |
| Hålflöjt 4'   | Principal 2'      | Flöjt 4'     | II/I   |
| Waldflöjt 2'  | Nasat 1 1/3'      |              |        |
| Mixtur 3 chor | Regal 8'          |              |        |
|               | Crescendosvällare |              |        |

## Kyrkogården
Kyrkogården utvidgades två gånger under 1800-talet och ytterligare en gång 1932. Den omges av en kraftig dubbel gråstensmur med fyra murade stigportar med grindar. Västra kyrkogården invigdes på Allhelgonaafton 1981. 

## Prästgården och Gustaf Hjortberg
I närheten av kyrkan finns en prästgård i gulmålat timmer ifrån 1700-talet, Vallda säteri samt gården Gustavsberg där kyrkoherden Gustaf Hjortberg en gång i tiden bodde då han 1754-1776 var kyrkoherde i Vallda. Han var på den tiden även rikskänd botanist, läkare och vetenskapsman.